# Joe Tex

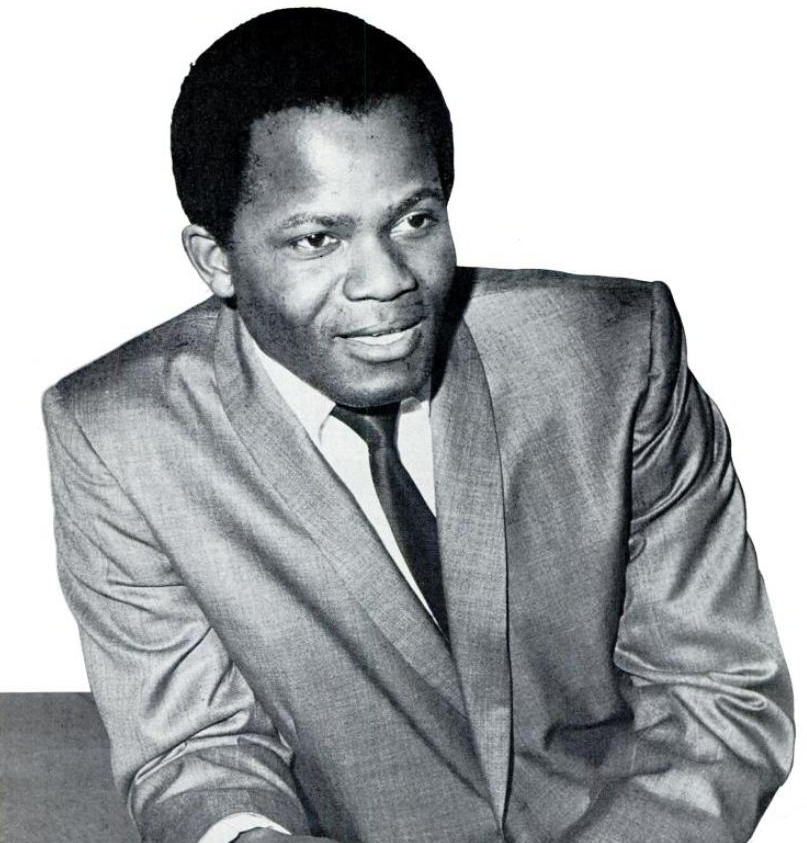
Joe Tex, 1965

Joe Tex (* 8. August 1933 in Rogers, Texas; † 13. August 1982 in Navasota, Texas), eigentlich Joseph Arrington Jr., später Joseph Hazziez, war ein US-amerikanischer Soulsänger. Seine größten Erfolge feierte er während der 1960er und 1970er Jahre.
Die Lieder von Joe Tex waren einfach verständliche Soulsongs. Den Durchbruch schaffte er 1965 mit der Single Hold What You’ve Got, mit der er Platz 5 der Billboard-Charts erreichte. Seinen größten Hit in den USA landete er 1972 mit der Single I Gotcha, die bis auf Platz 2 der Popcharts stieg und auch in Deutschland ein Top-40-Erfolg war.
Einziger Hit in Großbritannien war die Single Ain’t Gonna Bump No More (With No Big Fat Woman) aus dem Jahr 1977, die dort Platz 2 erreichte. In den USA kam das Lied bis auf Platz 12, in Deutschland auf Rang 25.
Sein Song Baby You’re Right wurde von James Brown gecovert.
Auf dem Höhepunkt seiner Karriere 1972 konvertierte Tex zum Islam und nahm den Namen Joseph Hazziez an.

## Diskografie

### Alben
| Jahr | Titel Musiklabel Katalog-Nr.                                   | Höchstplatzierung, Gesamtwochen, AuszeichnungChartplatzierungen (Jahr, Titel, Musiklabel Katalog-Nr., Platzierungen, Wochen, Auszeichnungen, Anmerkungen) | Höchstplatzierung, Gesamtwochen, AuszeichnungChartplatzierungen (Jahr, Titel, Musiklabel Katalog-Nr., Platzierungen, Wochen, Auszeichnungen, Anmerkungen) | Höchstplatzierung, Gesamtwochen, AuszeichnungChartplatzierungen (Jahr, Titel, Musiklabel Katalog-Nr., Platzierungen, Wochen, Auszeichnungen, Anmerkungen) | Höchstplatzierung, Gesamtwochen, AuszeichnungChartplatzierungen (Jahr, Titel, Musiklabel Katalog-Nr., Platzierungen, Wochen, Auszeichnungen, Anmerkungen) | Anmerkungen |
| Jahr | Titel Musiklabel Katalog-Nr.                                   | DE | UK | US | R&B | Anmerkungen |
| ---- | -------------------------------------------------------------- | --- | --- | --- | --- | ----------- |
| 1965 | Hold What You’ve Got / You Better Get It (UK) Atlantic LP-8106 | — | — | US124 (7 Wo.)US | R&B2 (6 Wo.)R&B |             |
| 1965 | The New Boss Atlantic LP-8115                                  | — | — | US142 (7 Wo.)US | R&B3 (13 Wo.)R&B |             |
| 1966 | The Love You Save Atlantic LP-8124                             | — | — | US108 (8 Wo.)US | R&B3 (11 Wo.)R&B |             |
| 1967 | I’ve Got to Do a Little Bit Better Atlantic LP-8133            | — | — | — | R&B24 (2 Wo.)R&B |             |
| 1968 | Live and Lively Atlantic SD-8156                               | — | — | US84 (17 Wo.)US | R&B13 (14 Wo.)R&B | Livealbum   |
| 1968 | Soul Country Atlantic SD-8187                                  | — | — | US154 (7 Wo.)US | R&B45 (5 Wo.)R&B |             |
| 1969 | Buying a Book Atlantic SD-8231                                 | — | — | US190 (5 Wo.)US | — |             |
| 1972 | I Gotcha Dial DL-6002                                          | — | — | US17 (21 Wo.)US | R&B5 (17 Wo.)R&B |             |
| 1973 | Spills the Beans Dial DL-6004                                  | — | — | — | R&B42 (9 Wo.)R&B |             |
| 1977 | Bumps & Bruises Epic PE-34 666                                 | — | — | US108 (9 Wo.)US | R&B32 (10 Wo.)R&B |             |

Weitere Studioalben
- 1964: Hold On! It’s Joe Tex
- 1965: Turn Back the Hands of Time
- 1969: Happy Soul
- 1970: Sings with Strings & Things
- 1972: From the Roots Came the Rapper
- 1973: The History of Joe Tex
- 1976: Have You Ever
- 1978: He Who Is Without Funk Cast the First Stone
- 1978: Rub Down

### Kompilationen
| Jahr | Titel Musiklabel             | Höchstplatzierung, Gesamtwochen, AuszeichnungChartplatzierungen (Jahr, Titel, Musiklabel, Platzierungen, Wochen, Auszeichnungen, Anmerkungen) | Höchstplatzierung, Gesamtwochen, AuszeichnungChartplatzierungen (Jahr, Titel, Musiklabel, Platzierungen, Wochen, Auszeichnungen, Anmerkungen) | Höchstplatzierung, Gesamtwochen, AuszeichnungChartplatzierungen (Jahr, Titel, Musiklabel, Platzierungen, Wochen, Auszeichnungen, Anmerkungen) | Höchstplatzierung, Gesamtwochen, AuszeichnungChartplatzierungen (Jahr, Titel, Musiklabel, Platzierungen, Wochen, Auszeichnungen, Anmerkungen) | Anmerkungen |
| Jahr | Titel Musiklabel             | DE | UK | US | R&B | Anmerkungen |
| ---- | ---------------------------- | --- | --- | --- | --- | ----------- |
| 1967 | The Best of Joe Tex Atlantic | — | — | US168 (4 Wo.)US | R&B23 (4 Wo.)R&B |             |

Weitere Kompilationen
| - 1965: The Best of Joe Tex (Parrot) - 1973: Star-Collection - 1973: The Best Of (Scepter) - 1977: Another Woman’s Man - 1982: J. T. ’s Funk - 1984: The Best of Joe Tex (Atlantic) - 1988: I Believe I’m Gonna Make It – The Best Of - 1988: The Very Best of Joe Tex - 1989: Different Strokes - 1989: Stone Soul Country - 1989: Ain’t I a Mess - 1989: Lil’ Bit of Gold (Minialbum, 4 Titel) - 1990: Greatest Hits - 1992: 25 Greatest Hits - 1993: Golden Classics - 1993: Ain’t Gonna Bump No More - 1994: Skinny Legs and All - 1994: I Gotcha - 1995: You’re Right, Joe Tex | - 1996: Bump to the Funk - 1996: The Very Best of Joe Tex - 2000: 25 All Time Greatest Hits - 2001: Oh Boy Classics Presents Joe Tex - 2001: The Love You Save / I’ve Got to Do a Little Bit Better (inkl. 4 Bonus-Titel) - 2001: Hold What You’ve Got / The New Boss (inkl. 4 Bonus-Titel) - 2002: Live and Lively / Soul Country (inkl. 3 Bonus-Titel) - 2002: Happy Soul / Buying a Book (inkl. 2 Bonus-Titel) - 2002: From the Roots … Came the Rapper - 2003: Gotcha - 2005: Greatest Hits - 2005: The Very Best of Joe Tex - 2008: First on the Dial – Early Singles and Rare Gems - 2008: Get Way Back: The 1950s Recordings - 2010: Singles A’s & B’s Vol. 1 1964–1966 - 2010: Singles A’s & B’s Vol. 2 1967–1968 - 2011: Singles A’s & B’s Vol. 3 1969–1972 - 2011: Singles A’s & B’s Vol. 4 1973–1976 |

### Singles
| Jahr | Titel Album                                                               | Höchstplatzierung, Gesamtwochen, AuszeichnungChartplatzierungen (Jahr, Titel, Album, Platzierungen, Wochen, Auszeichnungen, Anmerkungen) | Höchstplatzierung, Gesamtwochen, AuszeichnungChartplatzierungen (Jahr, Titel, Album, Platzierungen, Wochen, Auszeichnungen, Anmerkungen) | Höchstplatzierung, Gesamtwochen, AuszeichnungChartplatzierungen (Jahr, Titel, Album, Platzierungen, Wochen, Auszeichnungen, Anmerkungen) | Höchstplatzierung, Gesamtwochen, AuszeichnungChartplatzierungen (Jahr, Titel, Album, Platzierungen, Wochen, Auszeichnungen, Anmerkungen) | Anmerkungen                                                     |
| Jahr | Titel Album                                                               | DE | UK | US | R&B | Anmerkungen                                                     |
| ---- | ------------------------------------------------------------------------- | --- | --- | --- | --- | --------------------------------------------------------------- |
| 1964 | I’d Rather Have You –                                                     | — | — | — | R&B44 (3 Wo.)R&B |                                                                 |
| 1964 | Hold What You’ve Got                                                      | — | — | US5 (11 Wo.)US | R&B1 (14 Wo.)R&B |                                                                 |
| 1965 | You Better Get It Hold What You’ve Got                                    | — | — | US46 (7 Wo.)US | R&B15 (9 Wo.)R&B |                                                                 |
| 1965 | You Got What It Takes Hold What You’ve Got                                | — | — | US51 (6 Wo.)US | R&B10 (8 Wo.)R&B |                                                                 |
| 1965 | A Woman Can Change a Man The New Boss                                     | — | — | US56 (7 Wo.)US | R&B12 (7 Wo.)R&B |                                                                 |
| 1965 | Don’t Let Your Left Hand Know The Love You Save                           | — | — | US95 (1 Wo.)US | — |                                                                 |
| 1965 | One Monkey Don’t Stop No Show Hold What You’ve Got                        | — | — | US65 (4 Wo.)US | R&B20 (7 Wo.)R&B |                                                                 |
| 1965 | I Want To (Do Everything for You) The New Boss                            | — | — | US23 (13 Wo.)US | R&B1 (15 Wo.)R&B |                                                                 |
| 1965 | A Sweet Woman Like You The Love You Save                                  | — | — | US29 (9 Wo.)US | R&B1 (14 Wo.)R&B |                                                                 |
| 1966 | The Love You Save (May Be Your Own) The Love You Save                     | — | — | US56 (8 Wo.)US | R&B2 (12 Wo.)R&B |                                                                 |
| 1966 | S. Y. S. L. J. F. M. (The Letter Song) I’ve Got to Do a Little Bit Better | — | — | US39 (7 Wo.)US | R&B9 (8 Wo.)R&B |                                                                 |
| 1966 | I Believe I’m Gonna Make It I’ve Got to Do a Little Bit Better            | — | — | US67 (5 Wo.)US | R&B8 (8 Wo.)R&B |                                                                 |
| 1966 | I’ve Got to Do a Little Bit Better                                        | — | — | US64 (5 Wo.)US | R&B20 (7 Wo.)R&B |                                                                 |
| 1966 | Papa Was, Too I’ve Got to Do a Little Bit Better                          | — | — | US44 (7 Wo.)US | R&B15 (8 Wo.)R&B |                                                                 |
| 1967 | Show Me The Best of Joe Tex (Atlantic)                                    | — | — | US35 (8 Wo.)US | R&B24 (8 Wo.)R&B |                                                                 |
| 1967 | Woman Like That, Yeah –                                                   | — | — | US54 (7 Wo.)US | R&B24 (6 Wo.)R&B |                                                                 |
| 1967 | A Woman’s Hands Live and Lively                                           | — | — | US63 (5 Wo.)US | R&B24 (8 Wo.)R&B |                                                                 |
| 1967 | Skinny Legs and All Live and Lively                                       | — | — | US10 Gold · (15 Wo.)US | R&B2 (15 Wo.)R&B |                                                                 |
| 1968 | Men Are Gettin’ Scarce –                                                  | — | — | US33 (7 Wo.)US | R&B7 (8 Wo.)R&B |                                                                 |
| 1968 | I’ll Never Do You Wrong Soul Country                                      | — | — | US59 (5 Wo.)US | R&B26 (5 Wo.)R&B |                                                                 |
| 1968 | Keep the One You Got Autor: Joe Tex                                       | — | — | US52 (5 Wo.)US | R&B13 (6 Wo.)R&B |                                                                 |
| 1968 | You Need Me, Baby Happy Soul                                              | — | — | US81 (3 Wo.)US | R&B29 (6 Wo.)R&B |                                                                 |
| 1969 | That’s Your Baby Happy Soul                                               | — | — | US88 (3 Wo.)US | — |                                                                 |
| 1969 | Buying a Book                                                             | — | — | US47 (8 Wo.)US | R&B10 (7 Wo.)R&B |                                                                 |
| 1969 | That’s the Way Buying a Book                                              | — | — | US94 (3 Wo.)US | R&B46 (2 Wo.)R&B |                                                                 |
| 1971 | Give the Baby Anything the Baby Wants I Gotcha                            | — | — | — | R&B20 (9 Wo.)R&B |                                                                 |
| 1972 | I Gotcha                                                                  | DE33 (1 Wo.)DE | — | US2 Gold · (21 Wo.)US | R&B1 (17 Wo.)R&B |                                                                 |
| 1972 | A Mother’s Prayer Spills the Beans                                        | — | — | — | R&B41 (3 Wo.)R&B |                                                                 |
| 1972 | You Said a Bad Word I Gotcha                                              | — | — | US41 (8 Wo.)US | R&B12 (9 Wo.)R&B |                                                                 |
| 1973 | Woman Stealer Spills the Beans                                            | — | — | — | R&B41 (8 Wo.)R&B |                                                                 |
| 1975 | Under Your Powerful Love –                                                | — | — | — | R&B27 (11 Wo.)R&B |                                                                 |
| 1976 | Have You Ever                                                             | — | — | — | R&B74 (5 Wo.)R&B |                                                                 |
| 1977 | Ain’t Gonna Bump No More (With No Big Fat Woman) Bumps & Bruises          | DE25 (5 Wo.)DE | UK2 Silber · (11 Wo.)UK | US12 Gold · (18 Wo.)US | R&B7 (22 Wo.)R&B | Autoren: Bennie Lee McGinty, Buddy Killen                       |
| 1977 | Hungry for Your Love Bumps & Bruises                                      | — | — | — | R&B84 (4 Wo.)R&B | Autoren: Dearing Edwin King Jr., Joe Tex, Louis Bernard Johnson |
| 1978 | Rub Down                                                                  | — | — | — | R&B70 (6 Wo.)R&B | Autoren: Joe Tex, Leroy Hadley                                  |
| 1979 | Loose Caboose He Who Is without Funk Cast the First Stone                 | — | — | — | R&B48 (9 Wo.)R&B | Autoren: Gloria Thompson, Joe Tex                               |

Weitere Singles
| - 1955: Come in This House a - 1956: Pneumonia - 1957: Ain’t Nobody’s Business - 1958: Cut It Out - 1958: You Little Baby Face Thing - 1959: Charlie Brown Got Expelled (Joe Tex and His X Class Mates) - 1959: Don’t Hold It Against Me - 1960: Boys Will Be Boys - 1960: All I Could Do Was Cry - 1960: I’ll Never Break Your Heart (mit The Vibrators) - 1961: Baby You’re Right - 1961: Wicked Woman - 1961: The Only Girl (I’ve Ever Loved) - 1961: One Giant Step - 1962: I Let Her Get Away - 1962: Hand-Shakin’, Love-Makin’, Girl-Takin’ Son-of-a-Gun from Next Door - 1962: Meet Me in Church - 1963: You Keep Her - 1963: Someone to Take Your Place - 1963: I Wanna Be Free - 1964: Looking for My Pig - 1964: I Had a Good Home but I Left - 1964: The Next Time She’s Mine | - 1964: Sit Yourself Down - 1965: Boys Will Be Boys - 1965: Baby You’re Right - 1965: Yum Yum Yum - 1967: I’ll Make Every Day Christmas (For My Woman) - 1968: Betwixt and Between (The Joe Tex Band) - 1969: Happy Soul (EP) - 1969: We Can’t Sit Down Now - 1969: (When Johnny Comes Marching Home Again) I Can’t See You No More - 1970: You’re Right Ray Charles - 1970: I’ll Never Fall in Love Again - 1971: Bad Feet - 1971: I Knew Him - 1972: King Thaddeus - 1973: Trying to Win Your Love - 1973: All the Heaven a Man Really Needs - 1976: Love Shortage - 1977: We Held On - 1978: Get Back Leroy - 1979: Who Gave Birth to the Funk - 1979: Discomania - 1980: Stick Your Key In (And Start Your Car) - 1981: Don’t Do Da Do |